# Cantone di Le Mans-Nord-Ville
Il Cantone di Le Mans-Nord-Ville era una divisione amministrativa dell'arrondissement di Le Mans.
È stato soppresso a seguito della riforma complessiva dei cantoni del 2014, che è entrata in vigore con le elezioni dipartimentali del 2015.
Comprendeva solo parte della città di Le Mans.